# Dirphya juvenca
Dirphya juvenca là một loài bọ cánh cứng trong họ Cerambycidae.